# 立构规整性

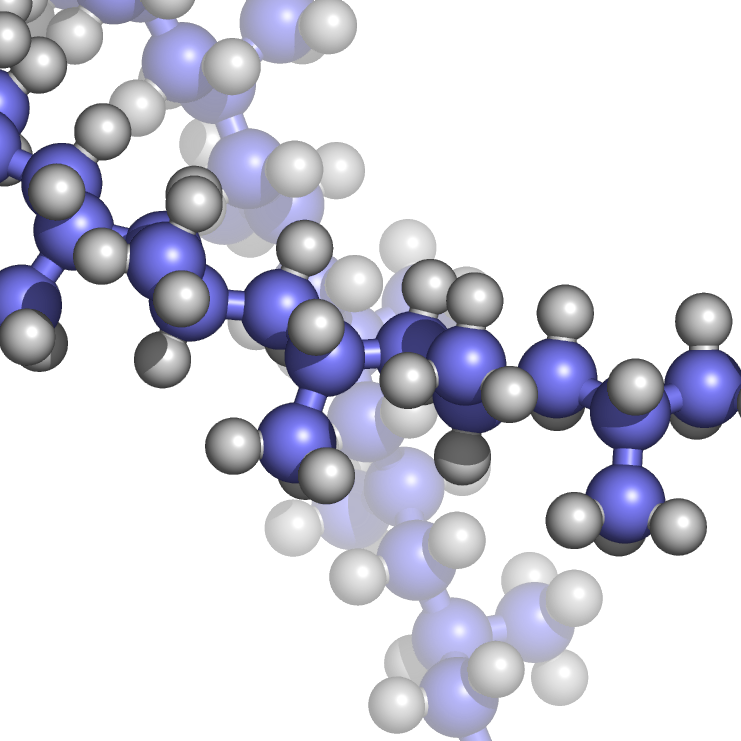
间规立构的聚丙烯球棍模型。

立构规整性（英语：tacticity）是高分子内相邻手性中心的相对立体化学中的概念，这个词来自于希腊语τακτικός，意为与排列或顺序有关。立构规整性的应用意义基于聚合物的物理性质。其大分子结构会影响着它具有刚性、长序结晶性，或柔性、长序无定形性的程度。立构规整性的研究也有助于了解聚合物在什么温度下熔化，在溶剂中的溶解度及其机械性能。
将具有立构规整性的分子进行分类，可以有二分体（diad）、三分体（triad）等。
立构规整性的控制可以通过控制聚合过程来实现。

## 立构规整性的描述

### 二分体

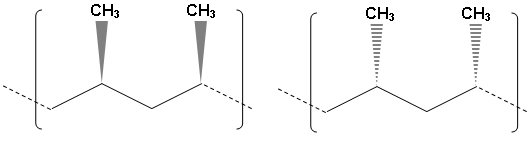
内消旋（meso dais）聚丙烯.

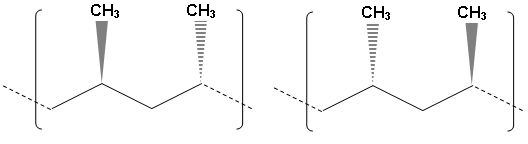
外消旋（racemo diads）聚丙烯.

在聚合物分子中两个相邻结构单元组成一个二分体。如果一个二分体中两个结构单元取向相同，其形如内消旋分子的结构，因此也称为内消旋二分体（meso diads）。如果一个二分体中两个结构单元取向相反，与前者相对称为外消旋二分体（racemo diads）。以乙烯基聚合物分子为例，内消旋二分体取代基在聚合物主碳链的同侧。

### 三分体
如果考虑三分体，即三个依次相邻的单元结构，则可更细致地将其作如下划分。

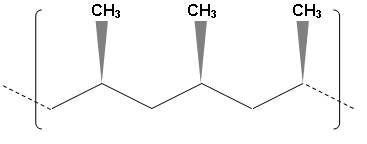
An isotactic (mm) triad in a polypropylene molecule.

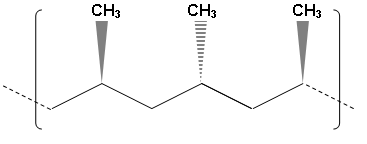
A syndiotactic (rr) triad in a polypropylene molecule.

- 如果相接的两个二分体都是内消旋的，则其称为等规立构（isotactic）；
- 如果相接的两个二分体都是外消旋的，则其称为间规立构（syndiotactic）；
- 如果相接的两个二分体一个是内消旋的另一个是外消旋的，则其称为异规立构（heterotactic）。

若聚合物分子的立体化学性质可以看成是一个伯努力过程，则三者出现的概率分别为0.0625,0.5625和0.375。

## 聚合物

### 等规立构聚合物
通过Ziegler－Natta催化方式合成的聚丙烯是等规立构的。等规立构分子一般呈半晶体性，且通常形成螺旋构型。

### 间规立构聚合物
通过茂金属催化方式合成的聚苯乙烯是间规立构的。等规立构分子一般呈半晶体性，且通常形成螺旋构型。一种植物 Gutta percha 中的萜烯是间规立构的聚异戊二烯。

## 立构规整性的测量技术
立构规整性可以用质子或C－13核磁共振直接测量。随机方法，如伯努力方法和马尔科夫方法，也被用于分析分子的立构规整性。
其他对立构规整性敏感的测量方法还有如粉末X光衍射、次生离子质谱(SIMS)、红外振动谱(FTIR)等。若立构规整性与一些物理性质的关系已知，也可通过测量物理性质，比如熔点，以确定其立构规整性。